# Шёнеман, Вернер
Вернер Шёнеман (нем. Werner Schönemann; 27 ноября 1911, Берлин, Германская империя — 6 сентября 2003, Альтенар, Германия) — гауптштурмфюрер СС, командир части айнзацкоманды 8 в составе айнзацгруппы B.

## Биография
Вернер Шёнеман родился 27 ноября 1911 года в семье полицейского служащего позже ставшего ресторатором. Посещал в Берлине народную школу и гимназию, где в 1930 году получил аттестат зрелости. Впоследствии изучал народное хозяйство в Берлине и Кёнигсберге и в 1934 году сдал дипломный экзамен в университете Берлина. С 1933 по 1934 год состоял в Штурмовых отрядах (СА). В конце 1935 года поступил на службу в уголовную полицию Берлина. 1 октября 1936 года был зачислен в ряды СС (№ 290678). В 1937 году был переведён в отделение гестапо в Кёльне, где возглавил отдел экономической контрразведки. В 1940 году вступил в НСДАП (билет № 7599367). В 1941 году начал изучать право во Франкфурте-на-Майне.
В начале июля 1941 года присоединился к айнзацкоманде 8, входившей в состав айнзацгруппы B под руководством Отто Брадфиша. Шёнеман возглавлял часть этого подразделения. В июле 1941 года совместно со служащими 322-го полицейского батальона, согласно «сообщениям о событиях», команда расстерляла 1075 евреев в Слониме. Из Минска часть команды была направлена с приказом об уничтожении в Борисов, где она оставалась до конца сентября и провела многочисленные казни. Шёнеман также руководил расстрелами заключенных Борисовской тюрьмы, убив не менее 100 евреев и других заключенных. Со своей частью также отвечал за отбор и расстрел не менее 30-80 военнопленных, расстрел еврейского трудовой команды из Борисовского гетто, а также за другие многочисленные расстрелы евреев в окрестностях Борисова.
В октябре 1941 года вернулся для продолжения учёбы и по неизвестным причинам предпринял попытку самоубийства. В 1942 году был переведён в отделение гестапо в Вене, где до сентября 1944 года возглавлял отдел IV 3b (экономическая контрразведка). В сентябре 1944 года был откомандирован в Словакию в айнзацкоманду 13. Там Шёнеман участвовал в депортации словацких евреев. В апреле 1945 года возглавил отделение гестапо в Штайре.
После окончания войны скрывался под чужим именем в Австрии. 16 июля 1945 года был арестован. Его подозревали в участии в расстрелах в Польше и Словакии в 1944 году. Земельный суд по уголовным делам в Вене приговорил его к десяти годам лишения свободы 22 декабря 1947 года. В 1949 году приговор в отношении него был отменен. 8 октября 1951 года был приговорен в Вене к девяти месяцам каторжных работ за угрозу убийства заключенных тюрьмы в Жилине, Шёнеману был зачтен предыдущий тюремный срок. В ноябре 1951 года вернулся в ФРГ. С 1953 года работал в компании по производству деталей для мотоциклов, велосипедов, швейных и пишущих машинок. В апреле 1954 года перевёлся в компанию по оптовой торговле напитками Matthias Harzheim KG в Кельне на должность торгового представителя. В мае 1959 года Шёнеман решил бежать, что привело его в Австрию, Египет и Швейцарию. Его поддерживали жена в Кельне, бывший товарищ из СС в Вене и другие знакомые. Шёнеман объяснил свое отсутствие работодателю проблемами со здоровьем. 20 ноября 1959 года окружной суд Мюнхена выдал ордер на его арест. С 26 мая 1961 года находился в следственном изоляторе.
12 мая 1964 года за пособничество в убийстве в 12 случаях 2170 человек был приговорён к 6 годам заключения в тюрьме строгого режима. В октябре 1964 года приговор вступил в силу. 2 июня 1965 года был освобождён досрочно. Параллельное расследование прокуратуры Дортмунда против него за подстрекательство к убийству и незаконное лишение свободы во время его службы в айнзацкоманде 13 было прекращено в феврале 1966 года, затем возобновлено и снова прекращено в 1975 году. В декабре 1990 года новое расследование против Шёнемана было прекращено.